# Fondali Varazze - Albisola
Fondali Varazze - Albisola este o arie protejată (arie specială de conservare — SAC, sit de importanță comunitară — SCI) din Italia întinsă pe o suprafață de 91 ha, integral marine.

## Localizare
Centrul sitului Fondali Varazze - Albisola este situat la coordonatele 44°19′37″N 8°32′02″E / 44.327°N 8.534°E.

## Înființare
Situl Fondali Varazze - Albisola a fost declarat sit de importanță comunitară în iunie 1995 pentru a proteja . Situl a fost protejat și ca arie specială de conservare în octombrie 2016.

## Biodiversitate
Situată în ecoregiunea mediteraneană, aria protejată conține 3 habitate naturale: Peșteri marine scufundate complet sau parțial, Straturi cu Posidonia (Posidonion oceanicae), Bancuri de nisip acoperite în permanență slab de apă marină.
La baza desemnării sitului se află un număr nedeclarat de specii protejate:
Pe lângă speciile protejate, pe teritoriul sitului au mai fost identificate 1 specie de nevertebrate, 9 specii de pești.